# کاترین سیسکا
کاترین سیسکا (استونیایی: Katrin Siska؛ زادهٔ ۱۰ دسامبر ۱۹۸۳) یک خواننده پاپ اهل استونی است.
وی که از اعضای گروه وانیلا نینیا بوده است به همراه آن به نمایندگی از کشور سوئیس در مسابقه آواز یوروویژن ۲۰۰۵ شرکت کرده است. وی در آگوست ۲۰۰۹ به عضویت حزب مرکزی استونی درآمده است.

سال ۲۰۰۶
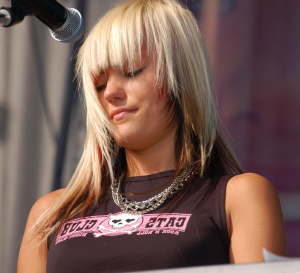
سال ۲۰۰۵
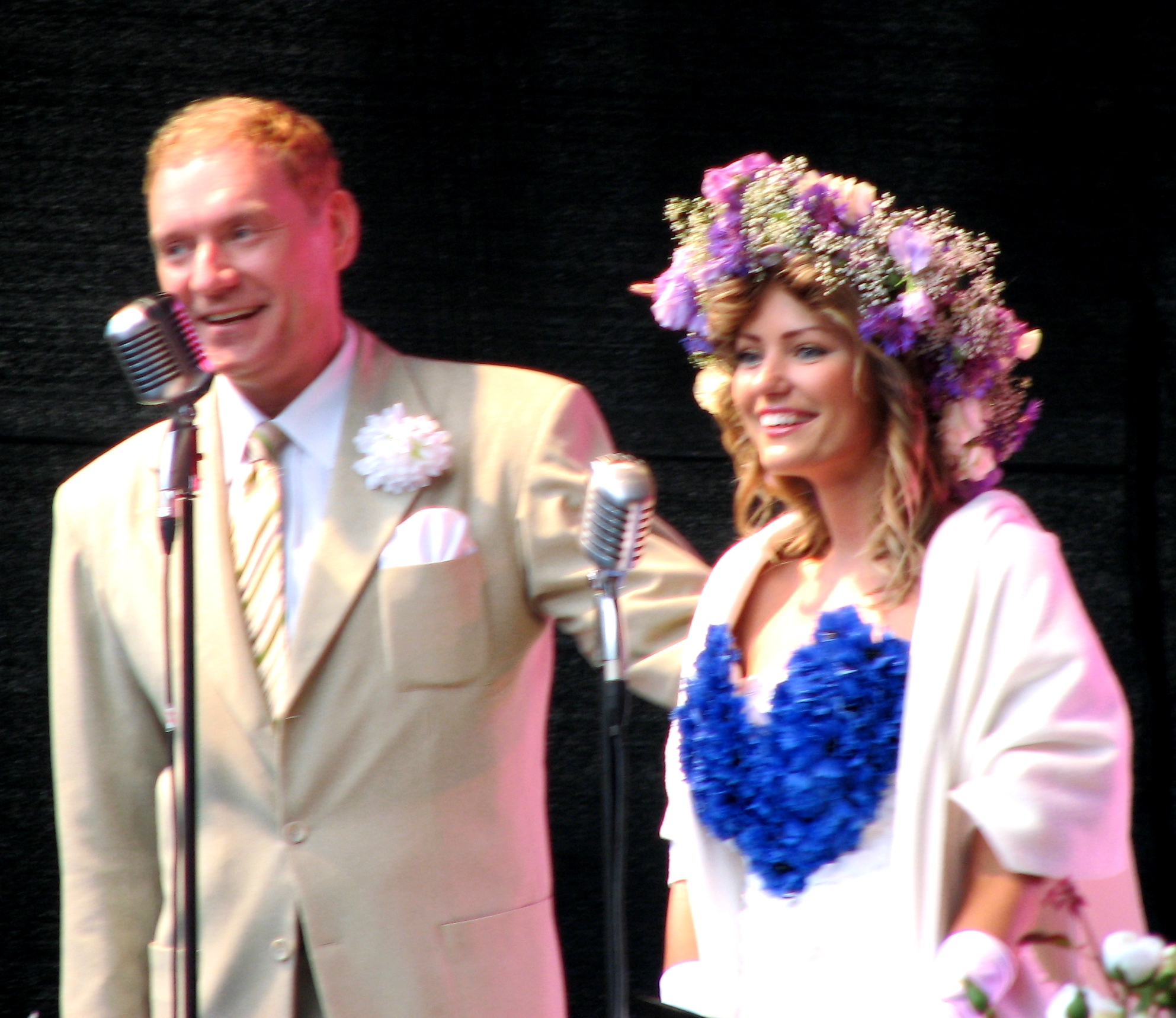
سال ۲۰۱۰